# Amethysphaerion
Amethysphaerion är ett släkte av skalbaggar. Amethysphaerion ingår i familjen långhorningar.
Kladogram enligt Catalogue of Life:
| Amethysphaerion | \| \| Amethysphaerion eximium \| \| \| \| \| \| Amethysphaerion falsus \| \| \| \| \| \| Amethysphaerion guarani \| \| \| \| \| \| Amethysphaerion jocosum \| \| \| \| \| \| Amethysphaerion nigripes \| \| \| \| \| \| Amethysphaerion submetallicum \| \| \| \| \| \| Amethysphaerion trinidadense \| \| \| \| \| \| Amethysphaerion tuna \| \| \| \| |
|                 | \| \| Amethysphaerion eximium \| \| \| \| \| \| Amethysphaerion falsus \| \| \| \| \| \| Amethysphaerion guarani \| \| \| \| \| \| Amethysphaerion jocosum \| \| \| \| \| \| Amethysphaerion nigripes \| \| \| \| \| \| Amethysphaerion submetallicum \| \| \| \| \| \| Amethysphaerion trinidadense \| \| \| \| \| \| Amethysphaerion tuna \| \| \| \| |
|                 | Amethysphaerion eximium |
|                 | |
|                 | Amethysphaerion falsus |
|                 | |
|                 | Amethysphaerion guarani |
|                 | |
|                 | Amethysphaerion jocosum |
|                 | |
|                 | Amethysphaerion nigripes |
|                 | |
|                 | Amethysphaerion submetallicum |
|                 | |
|                 | Amethysphaerion trinidadense |
|                 | |
|                 | Amethysphaerion tuna |
|                 | |